# ميشيل لي (لاعب كرة الريشة)
ميشيل لي (بالإنجليزية: Michelle Li) (و. 1991  م) هي لاعبة كرة الريشة من كندا، وهونغ كونغ، ولدت في هونغ كونغ، شاركت في كرة الريشة في دورة ألعاب الكومنولث 2010 – سيدات فردي ‏، وبطولة بيرو الدولية لكرة الريشة 2012 – فردي سيدات، وبطولة بيرو الدولية لكرة الريشة 2013 – زوجي سيدات، وبطولة بيرو الدولية لكرة الريشة 2012 – زوجي سيدات، وبطولة بيرو الدولية لكرة الريشة 2011 – فردي سيدات، وبطولة بيرو الدولية لكرة الريشة 2011 – زوجي سيدات، وبطولة بيرو الدولية لكرة الريشة 2013 – فردي سيدات، وبطولة بيرو الدولية لكرة الريشة 2014 – مختلط زوجي، وبطولة بيرو الدولية لكرة الريشة 2014، ودورة ألعاب الكومنولث 2010، و2014 Belgian International Badminton Championships – women's singles ‏، ودورة ألعاب الكومنولث 2018 ‏، وبطولة بيرو الدولية لكرة الريشة 2010 – فردي سيدات، و2013 Pan American Badminton Championships – women's singles ‏، والريشة الطائرة في الألعاب الأولمبية الصيفية 2012 – الفردي للسيدات، والريشة الطائرة في الألعاب الأولمبية الصيفية 2012 – الزوجي للسيدات، وكرة الريشة في دورة ألعاب الكومنولث 2014 – سيدات فردي ‏، و2014 Pan American Badminton Championships – women's singles ‏، والريشة الطائرة في الألعاب الأولمبية 2016 – الفردي للسيدات، و2012 Tahiti International Badminton Championships – women's singles ‏، و2012 Tahiti International Badminton Championships – women's doubles ‏، و2013 Maldives International Badminton Championships – women's singles ‏، و2012 Finnish International Badminton Championships – women's doubles ‏، ودورة ألعاب الكومنولث 2014.

## التعليم
تعلمت في جامعة تورنتو.

## روابط خارجية
- ميشيل لي على موقع BWF.tournamentsoftware.com (الإنجليزية)
- ميشيل لي على موقع BWFbadminton.com (الإنجليزية)
- ميشيل لي على موقع اللجنة الأولمبية الدولية (الإنجليزية)
- ميشيل لي على موقع أوليمبيديا (الإنجليزية)
- ميشيل لي على موقع اللجنة الأولمبية الكندية (الإنجليزية)
- ميشيل لي على موقع اتحاد ألعاب الكومنولث (مؤرشف) (الإنجليزية)